# Asano Yuya
Asano Yuya (sinh ngày 17 tháng 2 năm 1997) là một cầu thủ bóng đá người Nhật Bản.

## Sự nghiệp câu lạc bộ
Asano Yuya hiện đang chơi cho Mito HollyHock.